# Teatr Formistyczny
Teatr Formistyczny powstał w Zakopanem z inicjatywy Stanisława Ignacego Witkiewicza (Witkacego), Marcelego Staroniewicza, Rafała Malczewskiego i innych, jako scena amatorska. Inauguracją działalności było wystawienie dwóch sztuk Witkacego: Wariat i pielęgniarka (obecny tytuł - Wariat i zakonnica) oraz Nowe Wyzwolenie. Przedstawienie odbyło się 21 marca 1925 w sali hotelu Morskie Oko. Od sierpnia 1925 do 1927 r. Teatr Formistyczny działał jak sekcja Towarzystwa Sztuka Podhalan. W repertuarze Teatru były inne sztuki Witkacego, np. W małym dworku, Pragmatyści; dzieła Augusta Strindberga oraz przedstawienia "Szopki Zakopiańskiej". 
W przedstawieniach tych brali udział m.in. Winifred Cooper (angielska malarka mieszkająca w Zakopanem) i Józef Fedorowicz (kierownik stacji meteorologicznej w Zakopanem) a projektantami scenografii byli Rafał Malczewski i Witkacy.
W 1927 r. Teatr zakończył swoją działalność.
Zobacz też: Teatr w Zakopanem